# 無雙☆群星大會串
《無雙☆群星大會串》是光榮特庫摩遊戲出品的砍殺遊戲，對應PlayStation 4和PlayStation Vita平台，2017年3月30日在亞洲發行，Windows則於同年8月29日發行。遊戲是公司無雙系列作品之一，是系列首次會串公司其他作品角色的遊戲，也是製作單位 ω-Force 20週年紀念作品。

## 登場角色
本作登場角色所屬勢力主要以作品來做分配，雖然有部分角色是三陣營皆可加入，但相關劇情及角色結局仍然是其所屬作品勢力線為主。

### 環軍
領導為環，代表顏色為粉紅
- 環（聲優：高田憂希）

#### 真三國無雙系列
- 趙雲（聲優：小野坂昌也）
- 周倉（聲優：澤城千春，從真三國無雙8先行推出）
- 王元姬（聲優：伊藤加奈惠）
- 呂布（聲優：稻田徹）

#### 討鬼傳系列
- 櫻花（聲優：浅野真澄）
- 幻空（聲優：照井春佳）
- 時繼（聲優：山寺宏一）

#### 鍊金術士系列
- 蘇菲（聲優：相坂優歌）
- 普拉芙妲（聲優：井口裕香）

#### 歐普納
- 歐普納（聲優：小林裕介）

### 剎那軍
領導為剎那，代表顏色為水色
- 剎那（聲優：菊池幸利）

#### 生死格鬥系列
- 霞（聲優：桑島法子）
- 瑪莉・蘿絲（聲優：相澤舞）
- 穗香（聲優：野中藍）

#### 影牢系列
- 蕾格琳娜（聲優：齊藤佑圭）
- 蜜蕾妮雅（聲優：皆川純子）

#### 無夜國度系列
- 雅娜絲（聲優：市道真央）
- 克莉斯特弗蘿絲（聲優：黑澤朋世）

#### 信喵之野望系列
- 織田信喵（聲優：武內駿輔）

#### Rio系列
- 莉緒（聲優：井上麻里奈）

### 志貴軍
領導為志貴，代表顏色為白色
- 志貴（聲優：興津和幸）

#### 戰國無雙系列
- 真田幸村（聲優：草尾毅）
- 石田三成（聲優：竹本英史）
- 井伊直虎（聲優：齊藤佑圭）

#### 忍者外傳系列
- 龍隼（聲優：堀秀行）
- 綾音（聲優：山崎和佳奈）

#### 遙遠時空系列
- 有馬一（聲優：寺島拓篤）
- 達瑞斯（聲優：鈴村健一）

#### 仁王
- 威廉·亞當斯（聲優：Ben Peel）

### 其他
- 小夜（聲優：遠藤綾）
- 夜見（聲優：遠藤綾）